# وینیک، چشر
وینیک (به انگلیسی: Winwick) یک روستا و محله مدنی در بریتانیا است که در وارینگتون واقع شده‌است. وینیک ۴٬۳۶۶ نفر جمعیت دارد.